# Jamski medved
Jamski medved (znanstveno ime Ursus spelaeus) je izumrla vrsta medveda, ki je živela v večjem delu Evrope v pleistocenu in izumrla ob začetku vrhunca zadnje ledene dobe pred približno 27.500 leti. Ime je dobil po dejstvu, da so večino okostij našli v jamah, kar nakazuje na to, da je preživel v jamah mnogo več časa kot npr. rjavi medved, ki v njih samo hibernira.
Jamski medved je bil velik kot največji danes živeči medvedi, samci so v povprečju tehtali med 400 in 500 kg, samice pa 225–250. Imel je široko, obokano lobanjo in čokato telo, po proporcih podobno rjavemu medvedu. Posebnost je zobovje, ki je prilagojeno žvekanju; po tem in po kemični sestavi kosti sklepamo, da so bili jamski medvedi večinoma rastlinojedi. Na nekaterih ostankih so znamenja zob, kar nakazuje, da so manjši del njihove prehrane sestavljala trupla jamskih medvedov.
Živel je po vsej Evropi, verjetno tudi v Veliki Britaniji, in v delu Rusije. Ostankov ni le v Skandinaviji in Baltskih državah, ki so jih v tistem času prekrivali obsežni ledeniki. Posebej v južnejših delih Evrope pa jih je ogromno. Nekatere jame so polne kosti v več plasteh, tako da je splošno razširjeno mnenje, da so nekoč obstajale cele črede jamskih medvedov. Vendar pa je treba upoštevati, da so se ostanki nabirali 100.000 let ali več, tako da je bilo dovolj, če sta v posamezni jami umrla en ali dva medveda na leto. Zaradi ogromne količine kosti le-te niso bile posebej zanimive za paleontologe. Med prvo svetovno vojno so jih tako uporabljali za pridobivanje fosfatov.
Natančen vzrok izumrtja ni povsem pojasnjen. Verjetno pa so krive podnebne spremembe, ko so zaradi ohladitve izginile rastline, s katerimi so se jamski medvedi prehranjevali. Obstaja verjetnost, da so populacije, ki so živele južno od Alp, preživele še precej dlje.